# Бо Даллас
Те́йлор Ма́йкл Роту́нда (англ. Taylor Michael Rotunda, род. 25 мая 1990, Бруксвилл, Флорида) — американский рестлер, выступающий в WWE под именем Дядя Хауди (англ. Uncle Howdy). С 2012 до 2021 год был известен как Бо Да́ллас (англ. Bo Dallas).
Ротунда — рестлер в третьем поколении. Его дед Блэкджек Маллиган, отец Ирвин Р. Шистер, дяди Барри и Кендалл Уиндэм и брат Брэй Уайатт также являются рестлерами. Ротунда является самым молодым чемпионом NXT в истории.

## Личная жизнь
Ротунда является профессиональным рестлером в третьем поколении. Его дед Блэкджек Маллиган, отец Майк Ротунда и дяди Барри и Кендалл Уиндэмы являлись рестлерами. У него был старший брат Уиндэм Ротунда, который тоже являлся профессиональным рестлером и выступал под именем Брэй Уайатт, а также младшая сестра Мика.
Ротунда учился в старшей школе Эрнандо и окончил её в 2008 году. В течение последних двух лет в школе он начал заниматься рестлингом. Он также играл в американский футбол на позиции лайнбекера.
19 февраля 2012 года Ротунда был арестован за вождение в нетрезвом виде. Он более чем в 2 раза превысил допустимую норму алкоголя в крови. Ротунда был выпущен в тот же день под залог в 500 долларов.

## Титулы и достижения
- Florida Championship Wrestling
  - Чемпион FCW в тяжелом весе (3 раза)[1]
  - Командный чемпион FCW (2 раза) — с Дюком Ротундо/Хаски Харрисом[2]
- Pro Wrestling Illustrated
  - PWI ставит его под № 73 в списке 500 лучших рестлеров 2014 года[3]
- WWE
  - Чемпион NXT (1 раз)[4]
  - Командный чемпион WWE Raw (1 раз) — с Кертисом Акселем[5]
  - Чемпион WWE 24/7 (1 раз)[6]